# Smile Again (Skoop On Somebodyの曲)
「Smile Again」（スマイル・アゲイン）は、日本のR&BグループであるSkoop On Somebodyが2003年12月17日にリリースした通算21枚目（Skoop On Somebodyとしては13枚目）のシングル。

## 概要
完全生産限定盤。アルバム『HELLO MELLOW』のパイロットシングル。
グループ初のDVD付シングル。前年中野サンプラザにて行われたクリスマスライヴの模様を収録。
シングルで過去最高の8位を記録した。
ミュージック・ビデオはアルバム『HELLO MELLOW』ジャケット撮影時の写真を編集して作られた。
アルバム「HELLO MELLOW」には、冒頭のサビをカットしストリングスから始まるアルバムバージョンで収録された。
DVDとレーベルゲートCDの組合せで発売されたが、シングルとしてCD-DAの再発盤はされていない。

## 収録曲

### CD
1. Smile Again(5:42)
作詞：小山内舞・TAKE　作曲：KO-ICHIRO　編曲：SOS
2. Smile Again (Less Vocal)(5:42)

### DVD
1. S.O.S. presents "Save Our Souls" in Christmas〜Sounds Of Snow〜
  1. 星なき聖夜は〜There's No Christmas without You〜
作詞：松尾潔・S.O.S.　作曲・編曲：S.O.S.
  2. Joyful Joyful
作詞・作曲：BROWN VINCENT, CRISS ANTHONY SHAWN, GIST KEIR LAMONT　編曲：S.O.S.
  3. "Save Our Souls" in Christmas〜Sounds Of Snow〜 LIVE PHOTO THEATER
2. Sounds Of Snow TV SPOT (30 sec. Version)
3. Smile Again〜Making Of Jacket Shooting